# Lannemezan
Lannemezan is een gemeente in het Franse departement Hautes-Pyrénées (regio Occitanie). De gemeente telde 5.810 inwoners op 1 januari 2022. De plaats maakt deel uit van het arrondissement Bagnères-de-Bigorre.

## Geschiedenis
Lannemzan werd in 1274 gesticht als versterkte plaats door Géraud d'Aure-Larboust om de omliggende heide te ontginnen. Via een keure die bepaalde vrijheden toestond werden inwoners aangetrokken. In 1345 kocht graaf Gaston III van Foix-Béarn het dorp en werd Lannemezan gehecht aan het burggraafschap Nébauzan. In 1500 verleende Catharina van Navarra als burggravin van Nébauzan aan het dorp het recht om een woensdagmarkt en vier jaarmarkten te houden. In 1569 werden de kerk en verschillende gebouwen in brand gestoken tijdens de strijd tussen de protestantse troepen van Jeanne d'Albret en het koninklijke leger. In 1691 ging opnieuw een deel van het dorp in de vlammen op. Veel van de huizen hadden nog strooien daken.
Een decreet van 1806 verleende aan de gemeente Lannemezan het recht om zeven jaarmarkten te organiseren. Lannemezan lobbyde jarenlang om onderprefectuur van een arrondissement te worden in plaats van Bagnères-de-Bigorre. Lannemezan had verschillende troeven; het lag centraal in het departement en was een kruispunt van wegen. In 1867 kreeg het bovendien een treinstation en op de heide kwam een groot legerkamp. In 1877 verhuisde de onderprefectuur inderdaad naar Lannemezan. In de eerste helft van de twintigste eeuw kwam er twee fabrieken in de gemeente. Er werd ook een psychiatrisch ziekenhuis geopend. Tijdens de Trente Glorieuses na de Tweede Wereldoorlog bloeide de industrie van Lannemezan. De fabrieken trokken immigranten aan: Spanjaarden, Portugezen, Italianen en Algerijnen. De fabrieken sloten na de economische crisis van de jaren 1970 en veel inwoners trokken weg. Het psychiatrisch ziekenhuis werd omgevormd tot algemeen ziekenhuis en werd de grootste werkgever van de gemeente. In 1987 werd er een nieuwe gevangenis geopend in Lannemezan.

## Geografie
De oppervlakte van Lannemezan bedroeg op 1 januari 2022 19,03 vierkante kilometer; de bevolkingsdichtheid was toen 305,3 inwoners per km². 
De gemeente ligt op plateau op ongeveer 600 meter hoogte. Op het plateau van Lannemezan ontspringen de onbevaarbare rivieren de Bernesse, de Gers, de Gimone, de Gesse en de Save. De Gers stroomt door de gemeente.
De onderstaande kaart toont de ligging van Lannemezan met de belangrijkste infrastructuur en aangrenzende gemeenten.

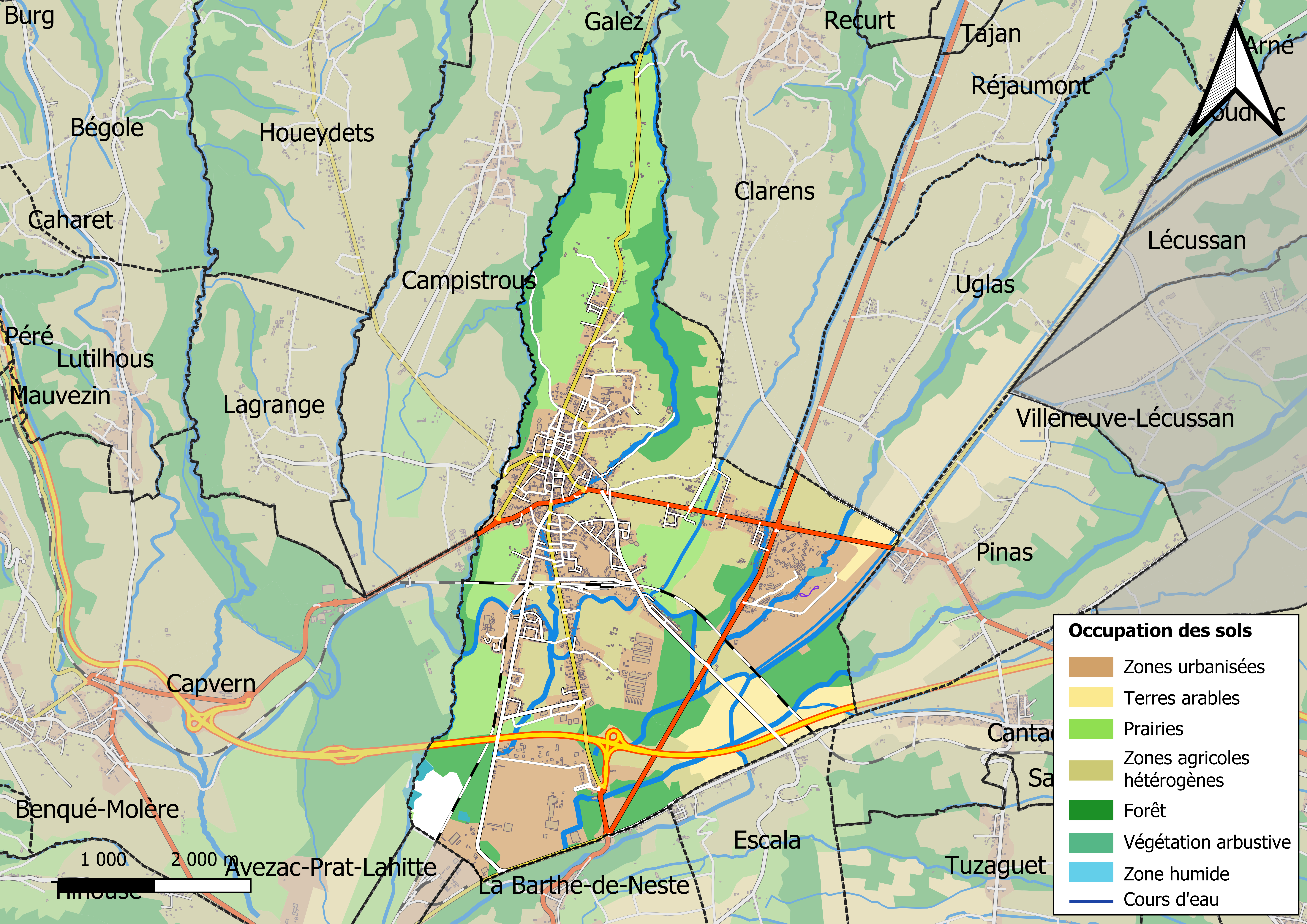

## Verkeer en vervoer
Lannemezan ligt halfweg tussen Tarbes en Toulouse en is gelegen aan de weg D17, nabij de autoweg A64 (E80). In de gemeente ligt spoorwegstation Lannemezan.

## Demografie
In 1614 telde het dorp 130 huishoudens, wat overeenkomst met ongeveer 400 of 500 inwoners. In 1793 telde de gemeente 767 inwoners. In 1852 waren dat 1.604 inwoners en in 1936 2.529. Na 1970, met de economische crisis, begon de bevolking te krimpen.

Onderstaande figuur toont het verloop van het inwonertal (bron: INSEE-tellingen).

## Geboren
Antoine Dupont (1996), rugbyspeler

## Sport
Lannemezan was vijf keer etappeplaats in de wielerkoers Ronde van Frankrijk. In alle gevallen was het dorp startplaats van een etappe. Dit was in 2015 voor het laatst het geval.